# Minoga
Minoga – wieś w Polsce, położona w województwie małopolskim, w powiecie krakowskim, w gminie Skała.
Siedziba rzymskokatolickiej parafii Narodzenia Najświętszej Maryi Panny w Minodzie.
| SIMC    | Nazwa    | Rodzaj    |
| ------- | -------- | --------- |
| 0334273 | Jeziorko | część wsi |
| 0334280 | Kapkazy  | część wsi |
| 0334296 | Poręba   | część wsi |

Wieś była siedzibą gminy Minoga i gromady Minoga. W latach 1975–1998 miejscowość administracyjnie należała do województwa krakowskiego.
Wieś jest usytuowana w źródłowym odcinku potoku Minóżka. W dolinie Minóżki znajduje się zabytkowy Pałac Minoga, który został całkowicie odnowiony przez prywatnych właścicieli.

## Historia
Ostatnim właścicielem pałacu i majątku ziemskiego w Minodze był Wacław Skarbek-Borowski, działacz organizacji konspiracyjnej ziemian Uprawa. W czasie wojny administratorem majątku był Michał Żółtowski, również działacz Uprawy. Minoga stanowiła zaplecze logistyczne dla Armii Krajowej.
15 sierpnia 1944 roku żandarmeria niemiecka wraz z oddziałami ukraińskimi w służbie niemieckiej spacyfikowały wieś. Zamordowano wiele osób (zidentyfikowano 9) i spalono zabudowania.

## Zabytki
Obiekty wpisane do rejestru zabytków nieruchomych województwa małopolskiego.
- Zespół dworski: dwór, dawna kuchnia, bram północna, relikt bramy południowej, dawna rządcówka, dawna stajnia, obora, park, kapliczka z figurą św. Jana Nepomucena, park podworski, aleja kasztanowa;
- zespół kościoła parafialnego pw. Narodzenia NPM: dzwonnica, kostnica, ogrodzenie;
- spichlerz podworski.

Dom podcieniowy nr 96 został odtworzony w skansenie w Wygiełzowie. We wsi mieści się cmentarz parafialny oraz szkoła podstawowa.